# Инфракрасная астрономия

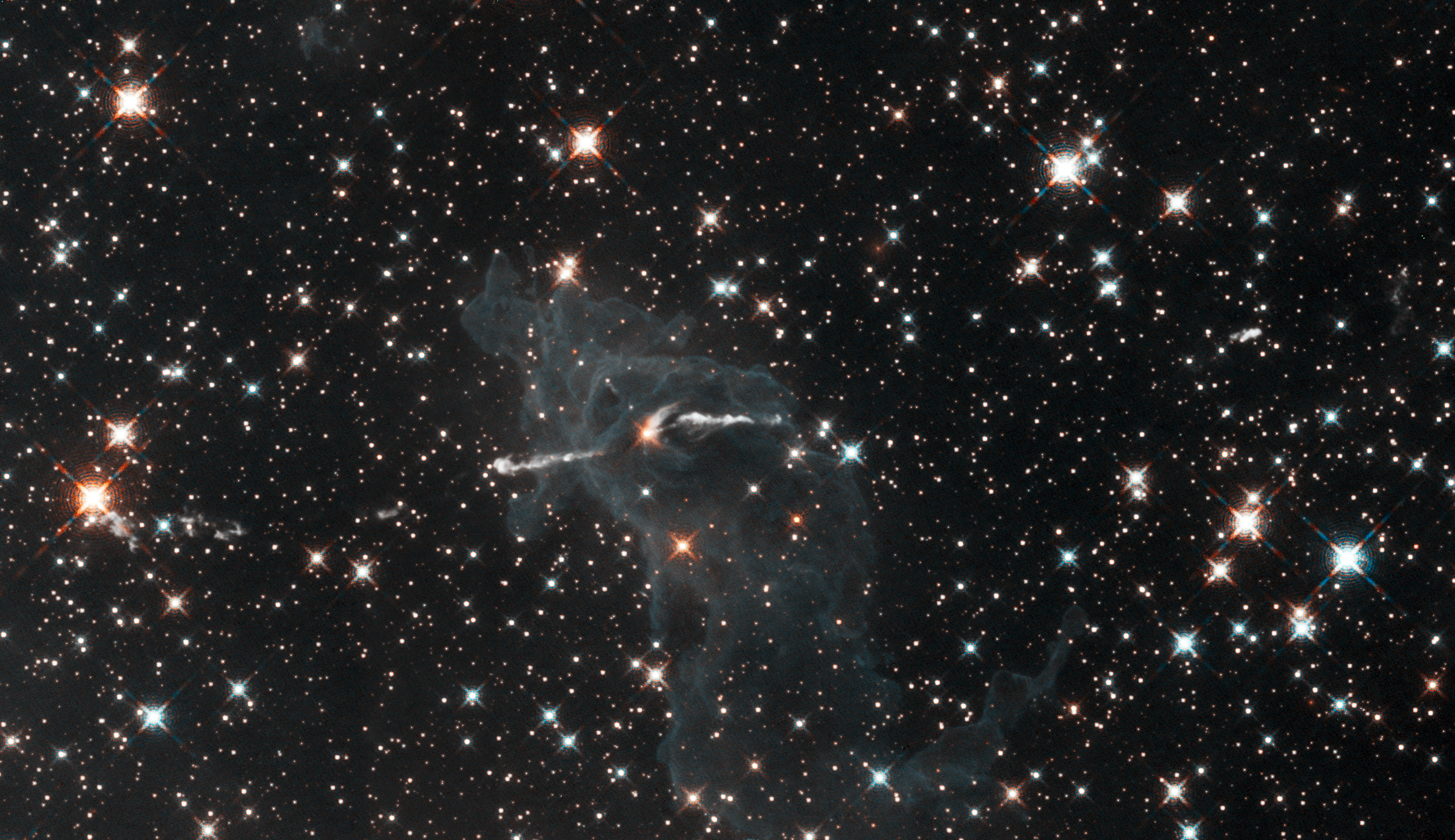
Туманность Киля в инфракрасном свете

Инфракрасная астрономия — раздел астрономии и астрофизики, исследующий космические объекты, видимые в инфракрасном (ИК) излучении. При этом под инфракрасным излучением подразумевают электромагнитные волны с длиной волны от 0,74 до 2000 мкм. Инфракрасное излучение находится в диапазоне между видимым излучением, длина волны которого колеблется от 380 до 750 нанометров, и субмиллиметровым излучением.

## История
Инфракрасное излучение было открыто в 1800 году английским астрономом Уильямом Гершелем. Занимаясь исследованием Солнца, Гершель искал способ уменьшения нагрева инструмента, с помощью которого велись наблюдения. Определяя с помощью термометров действия разных участков видимого спектра, Гершель обнаружил, что «максимум тепла» лежит за насыщенным красным цветом и, возможно, «за видимым преломлением». Это исследование положило начало изучению инфракрасного излучения.
Инфракрасная астрономия начала развиваться в 1830-е годы, спустя несколько десятилетий после открытия инфракрасного излучения Уильямом Гершелем. Первоначально прогресс был незначительным, и до начала XX века отсутствовали открытия астрономических объектов в инфракрасном диапазоне помимо Солнца и Луны. Однако после ряда открытий, сделанных в радиоастрономии в 1950-х и 1960-х годах, астрономы осознали наличие большого объёма информации, находящегося вне видимого диапазона волн. С тех пор была сформирована современная инфракрасная астрономия.
Важность наблюдений астрономических объектов в инфракрасном диапазоне обусловлена несколькими факторами: межзвездная пыль, поглощающая обычный видимый свет, более прозрачна в инфракрасном диапазоне,  свет квазаров, из-за большого красного смещения, уходит также в инфракрасный диапазон. Поскольку земная атмосфера имеет значительные пики поглощения в ИК диапазоне, важное значение имеют космические инфракрасные телескопы, в том числе возможность в далёком будущем создания инфракрасной обсерватории на обратной стороне Луны.
Современные инфракрасные телескопы требуют охлаждения оптики и приемника излучения до криогенных температур:284.